# Banque nationale des États sardes
La Banque nationale des États sardes naît de la fusion entre la Banque de Turin et la Banque de Gênes, comme société privée en 1849. Grâce aux pressions de Cavour, elle se trouve affectée à des travaux de trésorerie d'État. Elle est aussi appelée Banque nationale piémontaise.
Elle a un siège à Turin et un autre à Gênes. Le siège de Turin est très actif, car il est proche du siège du gouvernement. La banque devient le bras financier de Cavour, étant la seule banque autorisée à émettre des billets de banque.
Le 24 mai 1851, Cavour présente un projet de loi, qui autorise la Banque à porter son capital de huit à seize millions de lires sardes, en imposant en même temps l'obligation d'ouvrir deux succursales à Nice et Verceil et d'assumer les fonctions de caisse de l'État.
Avec la naissance du royaume d'Italie, elle prend la nouvelle dénomination de Banque nationale du royaume d'Italie.
En 1893, elle s'unit à la Banque nationale toscane, à la Banque nationale du Crédit et à l'ancienne Banque Romaine pour devenir la Banque d'Italie.

## Source
- (it) Cet article est partiellement ou en totalité issu de l’article de Wikipédia en italien intitulé « Banca Nazionale degli Stati Sardi » (voir la liste des auteurs).